# Gare de Charleville-Mézières
La gare de Charleville-Mézières est une gare ferroviaire française de la ligne de Soissons à Givet, située à proximité du centre-ville de Charleville-Mézières, dans le département des Ardennes, en région Grand Est.
Elle est mise en service en 1858 par la Compagnie des chemins de fer des Ardennes. C'est une gare de la Société nationale des chemins de fer français (SNCF), desservie par des TGV inOui et des TER Grand Est.

## Situation ferroviaire
Établie à 148 m d'altitude, la gare de Charleville-Mézières est située au point kilométrique (PK) 142,488 de la ligne de Soissons à Givet, entre les gares ouvertes de Mohon et de Nouzonville. Gare de bifurcation, elle est l'origine de la ligne de Charleville-Mézières à Hirson (par Auvillers), déclassée au-delà de Tournes.
Elle dépend de la région ferroviaire de Reims. Elle dispose de cinq voies principales (V1 et 1, 3, 4 et 5) et de 3 quais d'une « longueur continue maximale » (longueur utile) de : 400 m pour le quai 1 de la voie V1, de 400 m pour le quai 2 de la voie 1 et de 320 m pour le quai 2 de la voie 3, de 320 m pour le quai 3 de la voie 4 et de 320 m pour le quai 3 de la voie 5.

## Histoire
C'est la construction puis la mise en service de la ligne à voie unique Reims - Charleville, qui permet au premier train d'arriver en gare le 15 septembre 1858. Cette première relation permet l'organisation de dessertes avec Paris, à raison de deux aller/retour quotidiens avec changement à Reims et Épernay, le trajet est d'environ huit heures.
La deuxième voie, ouverte le 10 juin 1861, et la mise en service de la ligne Reims - Soissons, permettent la création de relations directes de Charleville à la gare de Paris-Nord au printemps 1862, raccourcissant le temps de parcours.
Le bâtiment voyageurs de 1858 était un bâtiment provisoire en bois. Il fut remplacé en 1866 par un véritable bâtiment en pierre. D'après le peintre Jean-Alexis Hénon, ce bâtiment manquait de majesté.
En 1892, le bâtiment actuel a été construit par la Compagnie des chemins de fer de l'Est.
La gare est desservie de 1899 à 1914 par le tramway de Charleville-Mézières, qui desservait aussi Mohon et Mézières.
Durant la Première Guerre mondiale, la gare et ses installations sont fortement endommagées et la verrière est pratiquement détruite. Le bâtiment et sa verrière furent réparés après la guerre.
L'ouverture de la première section (jusqu'à Tournes) de la ligne vers Hirson via Liart a lieu le 15 mai 1869, Liart - Hirson ouvre le 15 décembre 1885 et la section centrale permettant la mise en service de la ligne dans son ensemble a lieu le 20 décembre 1906.

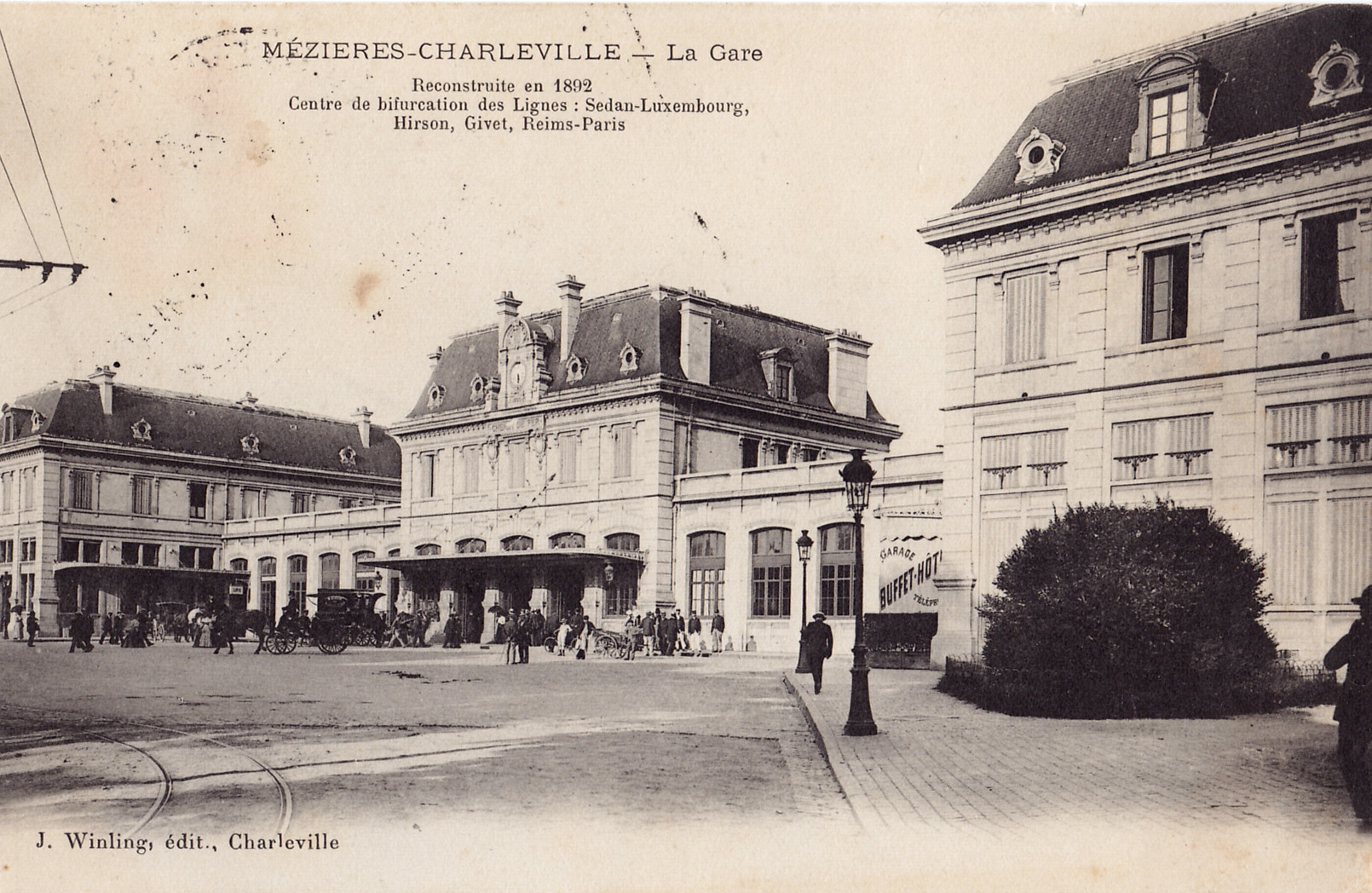
La gare construite en 1892 (carte postale de 1906).
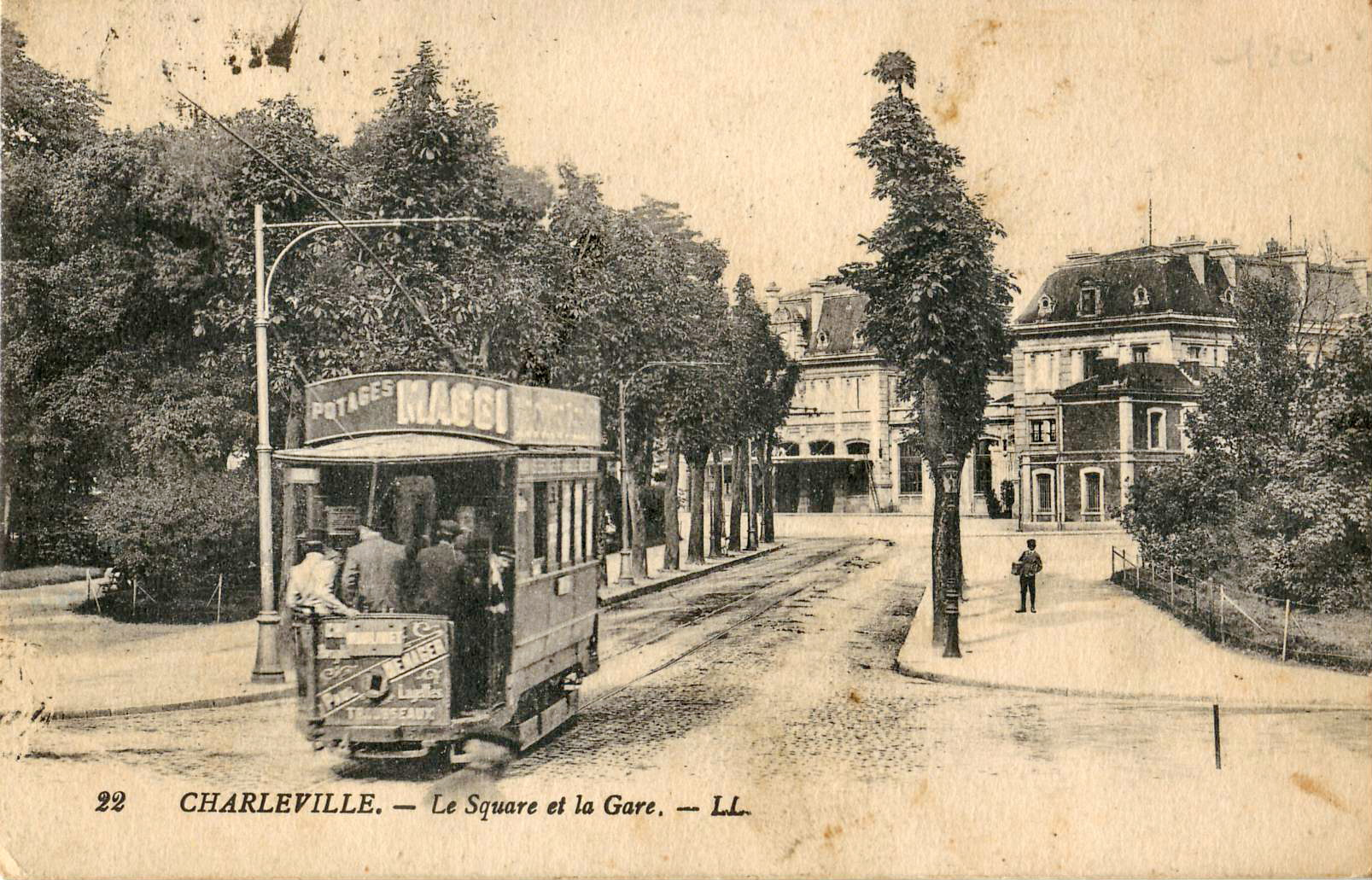
Le tramway (1899-1914) à proximité de la gare (carte postale d'époque).

En 2014, c'est une gare voyageur d'intérêt national (catégorie A : la fréquentation des services nationaux et internationaux de voyageurs est supérieure ou égale à 25 000 voyageurs par an de 2010 à 2011), qui dispose de trois quais (dont deux centraux), six abris, deux souterrains et des ascenseurs.

## Fréquentation
Selon les estimations de la SNCF, la fréquentation annuelle de la gare figure dans le tableau ci-dessous,.
| Année                      | 2014      | 2015      | 2016      | 2017      | 2018      | 2019      | 2020      | 2021      | 2022      | 2023      | 2024      |
| -------------------------- | --------- | --------- | --------- | --------- | --------- | --------- | --------- | --------- | --------- | --------- | --------- |
| Voyageurs                  | 1 167 307 | 1 156 793 | 1 079 803 | 1 080 642 | 973 619   | 1 001 032 | 776 821   | 992 036   | 1 252 226 | 1 471 075 | 1 500 456 |
| Voyageurs et non voyageurs |           | 1 545 897 | 1 443 010 | 1 444 131 | 1 301 109 | 1 337 743 | 1 038 116 | 1 325 721 | 1 673 429 | 1 965 892 | 2 005 155 |

## Service des voyageurs

### Accueil
Gare SNCF, elle dispose d'un bâtiment voyageurs, avec guichet, ouvert tous les jours. Elle est équipée d'automates pour l'achat de titres de transport, d'une salle d'attente, de chariots à bagages et d'un supérette Relay. Elle est aménagée pour les personnes à mobilité réduite.
Les quais sont couverts en grande partie et deux souterrains, dont un équipé d'ascenseurs, permettent le passage entre les voies. Une seconde entrée existe depuis 2021 à l'arrière de la gare, Rue des Forges Saint-Charles, reliée au souterrain équipé d'ascenseurs par un tunnel.

### Desserte
- TGV inOui :
  - Paris-Est (1 h 45)
  - Sedan (15 min)

- TER Grand Est :
  - Champagne-Ardenne TGV (1 h 10)
  - Sedan (20 min)
  - Longwy (1 h 25)
  - Thionville (1 h 45)
  - Givet (1 h)

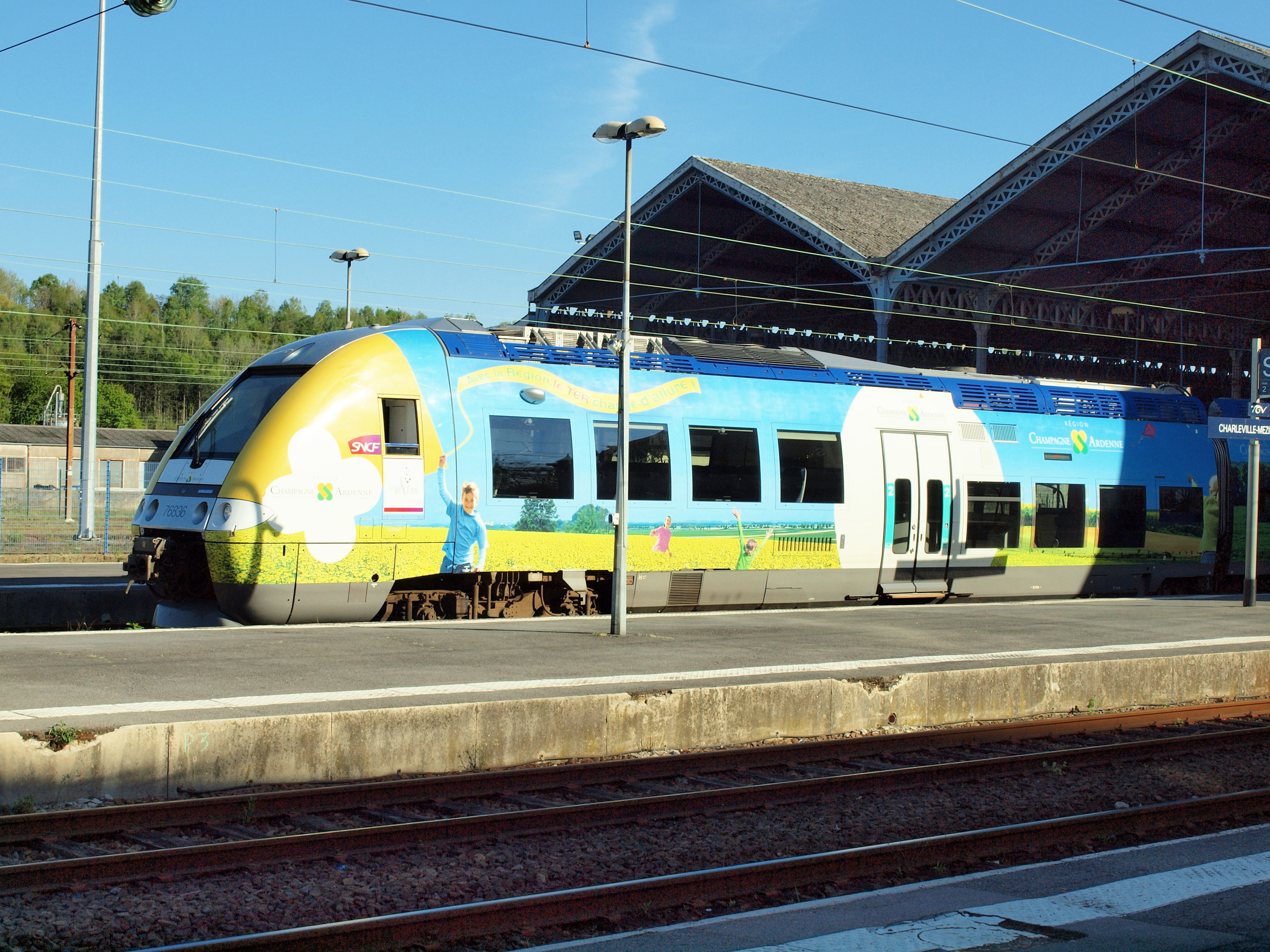
TER à destination de Givet, surnommé le Train des Légendes.

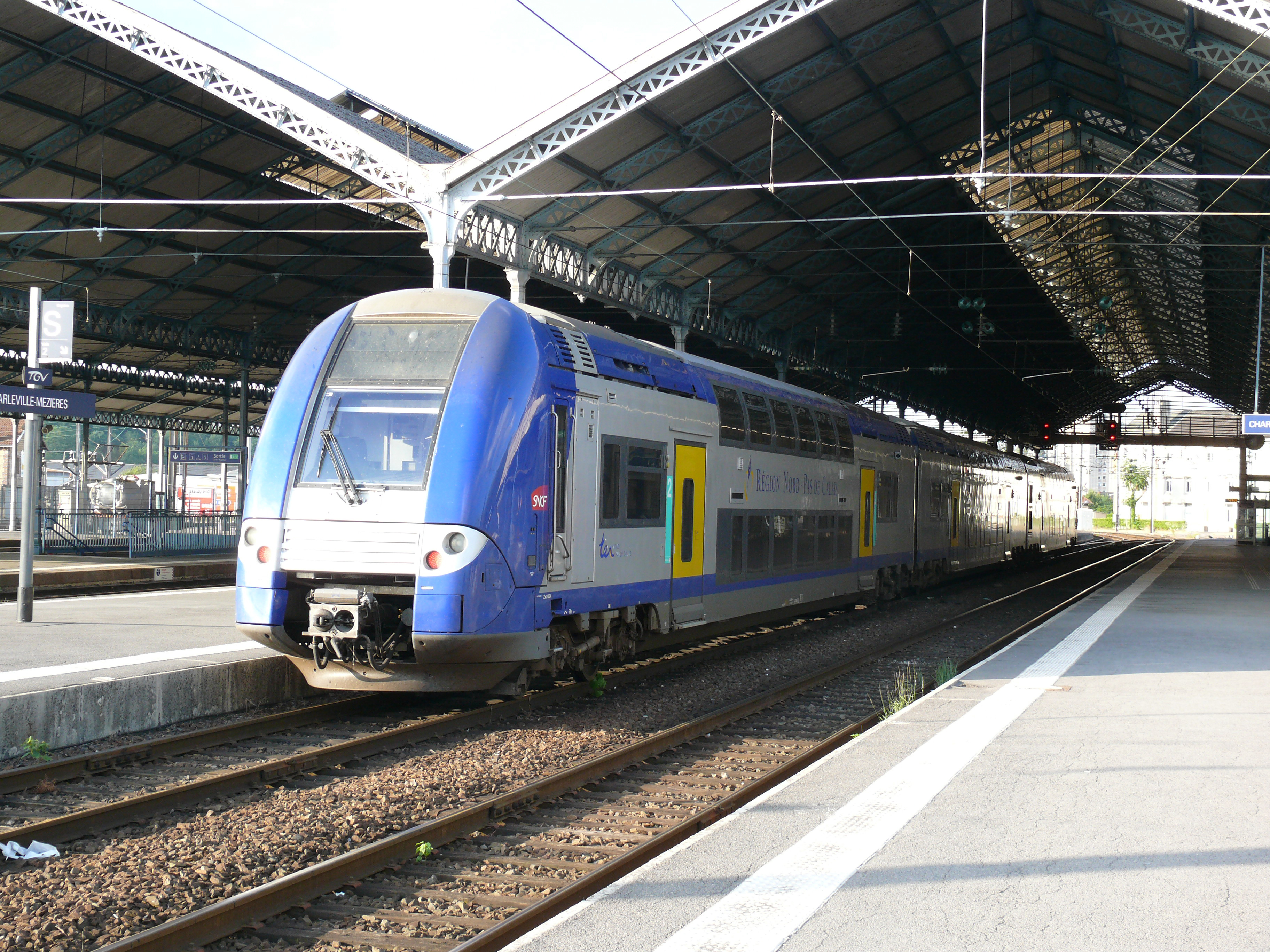
TER à destination de Lille-Flandres.

  - Hirson (1 h, liaison effectuée en autocar)
  - Lille-Flandres (2 h 25, liaison faisant partie du réseau TER Hauts-de-France à partir d'Hirson[15] et opérée avec du matériel Hauts-de-France)

### Intermodalité
- Parkings

Côté parvis, deux parkings pour les véhicules sont aménagés, un dédié au stationnement de courte durée et un second dédié au stationnement de longue durée. Ce dernier est accessible par un passage qui longue la voie 1. Un troisième parking est situé derrière la gare, Rue des Forges Saint-Charles, accessible par un tunnel. Les trois parkings sont payants.
- Transports urbains

La grande majorité des lignes du réseau de bus TAC desservent la gare, permettant une connexion optimale avec l'agglomération. Parmi elles on compte les lignes 1, 2, 2C, 3, 4, 5, 7, 8, 10, 11, 13, 14, 15, 16, 17, A1 et A2.
- Transports interurbains

Plusieurs lignes de la RDTA ont la gare de Charleville-Mézières comme point de départ : 
- 04 vers Rocroi
- 08 vers Signy-l'Abbaye
- 13 vers Sorendal par Monthermé
- 23 vers Signy-le-Petit
- 27 vers Rumigny
- B vers Revin.

## Service des marchandises
Cette gare est ouverte au service du fret.